# Курейная
Курейная — деревня в Ленском районе Архангельской области. Входит в состав Сафроновского сельского поселения.

## География
Находится в юго-восточной части Архангельской области на расстоянии приблизительно 2 км на юго-восток по прямой от административного центра района села Яренск.

## История
Учтена была еще в 1710 году как деревня Курейская с 3 дворами. В 1859 году здесь (деревня Яренского уезда Вологодской губернии) было учтено 7 дворов.

## Население
Численность населения: 45 человек (1859 год), 21 (русские 90 %) в 2002 году, 2 в 2010.

## Топонимика
Название деревни происходит от слова ку́рья — диалектного названия речной старицы. Деревня находится на западном берегу озера Себентий, представляющего собой старицу Вычегды.